# SIE San Diego Studio
 (avril 2024).
Si vous disposez d'ouvrages ou d'articles de référence ou si vous connaissez des sites web de qualité traitant du thème abordé ici, merci de compléter l'article en donnant les références utiles à sa vérifiabilité et en les liant à la section « Notes et références ».
SCE San Diego Studio est un studio de développement de jeux vidéo, filiale de Sony Interactive Entertainment résultat de la fusion entre Red Zone Interactive et 989 Sports en 2001. Le studio est à l'origine de la licence de jeux de baseball MLB The Show.
En décembre 2020, Sony Interactive Entertainment a renouvelé son accord avec la MLB, mais en contrepartie, la série devra désormais être multiplateforme.

## Jeux développés
| Jeux vidéo                        | Date de sortie                              | Plateforme                                                           |
| --------------------------------- | ------------------------------------------- | -------------------------------------------------------------------- |
| The Mark of Kri                   | 29 Juillet 2002                             | PlayStation 2                                                        |
| NBA 05                            | 16 Mars 2005                                | PlayStation Portable                                                 |
| NBA 06: featuring the Life Vol. 1 | 4 Octobre 2005                              | PlayStation 2, PlayStation Portable                                  |
| MLB 06: The Show                  | 28 Février 2006                             | PlayStation 2, PlayStation Portable                                  |
| NBA 07: featuring the Life Vol. 2 | 26 Septembre 2006                           | PlayStation 2, PlayStation 3, PlayStation Portable                   |
| MLB 07: The Show                  | 26 Février 2007                             | PlayStation 2, PlayStation 3, PlayStation Portable                   |
| NBA 08: Games of the Week         | 2 Octobre 2007                              | PlayStation 2, PlayStation 3, PlayStation Portable                   |
| Pain                              | 29 Novembre 2007                            | PlayStation 3                                                        |
| High Velocity Bowling             | 6 Décembre 2007                             | PlayStation 3                                                        |
| MLB 08: The Show                  | 4 Mars 2008                                 | PlayStation 2, PlayStation 3, PlayStation Portable                   |
| NBA 09: The Inside                | 7 Octobre 2008                              | PlayStation 2, PlayStation 3, PlayStation Portable                   |
| MLB 09: The Show                  | 3 Mars 2009                                 | PlayStation 2, PlayStation 3, PlayStation Portable                   |
| NBA 10: The Inside                | 6 Octobre 2009                              | PlayStation Portable                                                 |
| Pinball Heroes                    | 13 Novembre 2009                            | PlayStation Portable                                                 |
| MLB 10: The Show                  | 2 Mars 2010                                 | PlayStation 2, PlayStation 3, PlayStation Portable                   |
| ModNation Racers                  | 19 Mai 2010                                 | PlayStation Portable                                                 |
| Sports Champions                  | 7 Septembre 2010                            | PlayStation 3                                                        |
| MLB 11: The Show                  | 8 Mars 2011                                 | PlayStation 2, PlayStation 3, PlayStation Portable                   |
| Medieval Moves: Deadmund's Quest  | 15 Novembre 2011                            | PlayStation 3                                                        |
| ModNation Racers: Road Trip       | 22 Février 2012                             | PlayStation Vita                                                     |
| MLB 12: The Show                  | 6 Mars 2012                                 | PlayStation Vita, PlayStation 3                                      |
| Sports Champions 2                | 30 Octobre 2012                             | PlayStation 3                                                        |
| LittleBigPlanet Karting           | 6 Novembre 2012                             | PlayStation 3                                                        |
| MLB 13: The Show                  | 5 Mars 2013                                 | PlayStation Vita, PlayStation 3                                      |
| MLB 14: The Show                  | 1er Avril 2014 (PS3, Vita) 6 Mai 2014 (PS4) | PlayStation Vita, PlayStation 3, PlayStation 4                       |
| MLB 15: The Show                  | 31 Mars 2015                                | PlayStation Vita, PlayStation 3, PlayStation 4                       |
| Guns Up!                          | 5 Décembre 2015                             | PlayStation 4                                                        |
| MLB The Show 16                   | 29 Mars 2016                                | PlayStation 3, PlayStation 4                                         |
| Kill Strain                       | 19 Juillet 2016                             | PlayStation 4                                                        |
| MLB The Show 17                   | 28 Mars 2017                                | PlayStation 4                                                        |
| Drawn to Death                    | 4 Avril 2017                                | PlayStation 4                                                        |
| StarBlood Arena                   | 11 Avril 2017                               | PlayStation VR                                                       |
| MLB The Show 18                   | 27 Mars 2018                                | PlayStation 4                                                        |
| MLB The Show 19                   | 26 Mars 2019                                | PlayStation 4                                                        |
| MLB The Show 20                   | 17 Mars 2020                                | PlayStation 4                                                        |
| MLB The Show 21                   | 20 Avril 2021                               | PlayStation 4, PlayStation 5, Xbox One, Xbox Series                  |
| MLB The Show 22                   | 5 Avril 2022                                | PlayStation 4, PlayStation 5, Xbox One, Xbox Series, Nintendo Switch |
| MLB The Show 23                   | 28 mars 2023                                | PlayStation 4, PlayStation 5, Xbox One, Xbox Series, Nintendo Switch |
| MLB The Show 24                   | 19 mars 2024                                | PlayStation 4, PlayStation 5, Xbox One, Xbox Series, Nintendo Switch |